# Mavegro Futebol Clube
O Mavegro Futebol Clube é um clube de futebol da Guiné-Bissau com sede em Bissau. O Mavegro FC joga o Campeonato Nacional da Guiné-Bissau. Anteriormente, era denominado Ténis Clube de Bissau.
Foram vice-campeões do Campeonato Nacional da Guine-Bissau em 2008. Na Taça Nacional da Guiné Bissau, venceram em três ocasiões, em 1994 (como Ténis Clube de Bissau), e em 2002 e 2004, e podem ter sido corredores- em 2000, mas não é certo que a competição tenha sido disputada naquele ano.

## Palmarés
O Mavegro FC possui três conquistas da Taça Nacional da Guiné-Bissau, nos anos de 1994, 2002 e 2004.